# Usedom
Usedom (tiếng Đức: Usedom [ˈUːzədɔm], tiếng Ba Lan: Uznam [Uznam]) là một hòn đảo nằm trên biển Baltic ở Pomerania, được chia từ năm 1945 giữa Đức và Ba Lan. Đây là hòn đảo Pomeranian lớn thứ hai sau Rügen.
Hòn đảo nằm ở phía bắc của đầm Szczecin (tiếng Ba Lan: Zalew Szczeciński; tiếng Đức: Stettiner Haff) cửa sông Oder. Khoảng 80% hòn đảo thuộc quận Vorpommern-Greifswald của Đức thuộc bang Mecklenburg-Vorpommern. Phần phía đông và thành phố lớn nhất trên đảo, Świnoujście (tiếng Đức: Swinemünde), là một phần của Voivodeship Tây Ba Lan. Tổng diện tích của hòn đảo là 445 kilômét vuông (172 dặm vuông Anh) trong đó phần đất thuộc Đức rộng 373 kilômét vuông (144 dặm vuông Anh) phần của Ba Lan rộng 72 kilômét vuông (28 dặm vuông Anh) Dân số của đảo là 76.500 (người Đức 31.500; người Ba Lan 45.000).
Với mức trung bình hàng năm là 1906 giờ nắng, Usedom là khu vực nhiều nắng nhất của cả Đức và Ba Lan, và nó cũng là một trong những hòn đảo nhiều nắng nhất thuộc khu vực biển Baltic, vì thế hòn đảo có biệt danh là "Sun Island" (tiếng Đức: Sonneninsel, tiếng Ba Lan: Wyspa Słońca ).
Hòn đảo này là một điểm đến du lịch kể từ Gründerzeit vào thế kỷ 19, và có kiến trúc khu nghỉ mát. Các khu nghỉ mát bên bờ biển bao gồm Zinnowitz và Amber Spas ở phía tây, Kaiserbad và Świnoujście ở phía đông.

## Địa lý

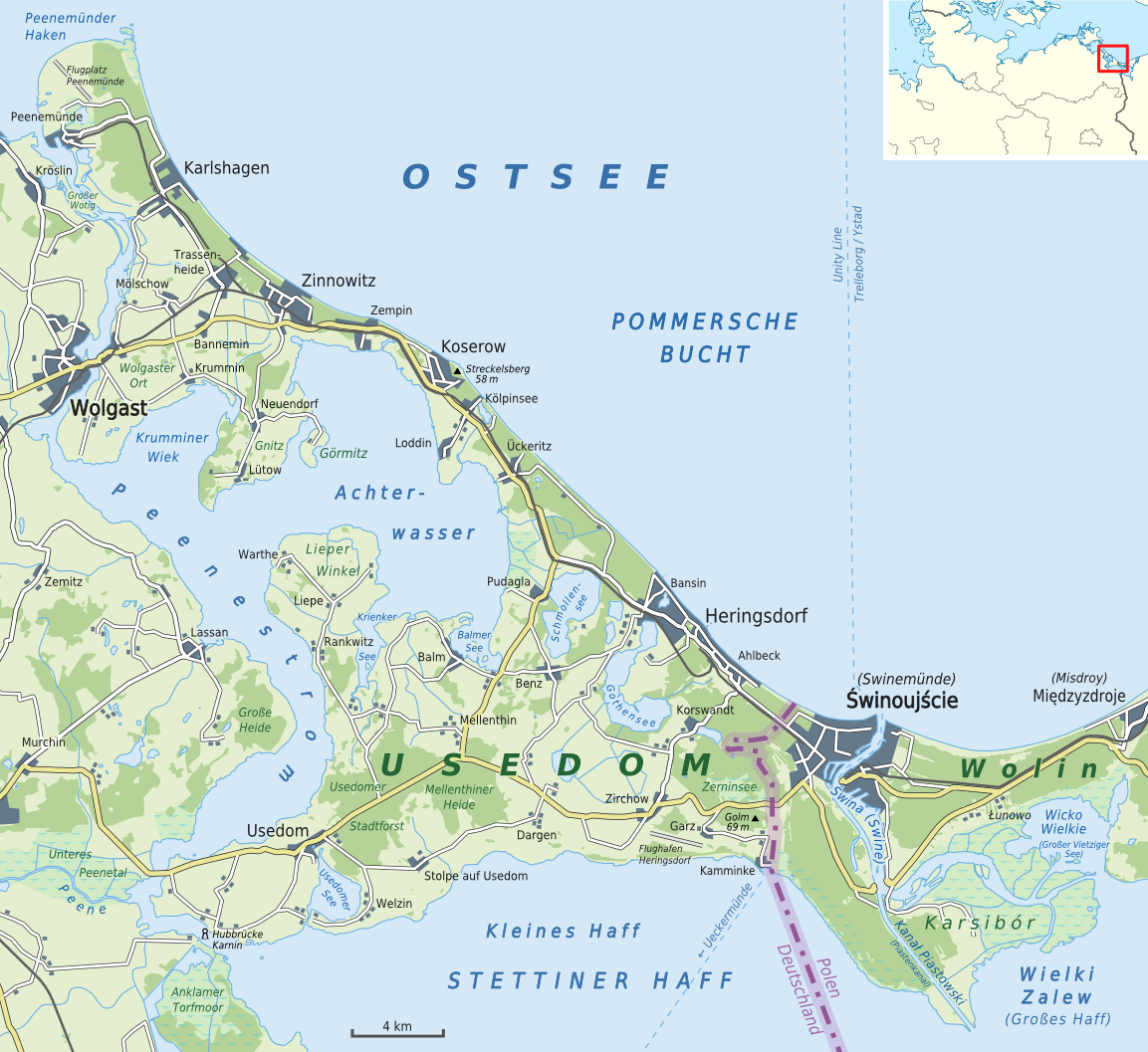
Bản đồ của Usedom

Hòn đảo được ngăn cách với đảo Wolin lân cận về phía đông bởi Eo biển Świna (tiếng Đức: Swine), đây là tuyến đường chính nối Vịnh Szczecin với Vịnh Pomeranian, một phần của Biển Baltic. Eo biển giữa đảo và đất liền được gọi là Peenestrom; nó là một phần mở rộng của hạ lưu thung lũng của sông Peene, chảy vào phần cực tây của đầm Stettin. Hòn đảo chủ yếu bằng phẳng, một phần được bao phủ bởi đầm lầy.
Đặc điểm địa lý bao gồm một số hồ: 
| Tên hồ        | Độ cao           | Diện tích bề mặt               |
| ------------- | ---------------- | ------------------------------ |
| Cämmerer See  | 0,3 m (0,98 ft)  | 0,18 km2 (0,069 dặm vuông Anh) |
| Gothense      | 0 m (0 ft)       | 5,56 km2 (2,15 dặm vuông Anh)  |
| Kachliner See | 0 m (0 ft)       | 1,00 km2 (0,39 dặm vuông Anh)  |
| Schmollensee  | 0 m (0 ft)       | 5,03 km2 (1,94 dặm vuông Anh)  |
| Wolgastsee    | −0,6 m (−2,0 ft) | 0,47 km2 (0,18 dặm vuông Anh)  |

Thị trấn lớn nhất trên đảo là thị trấn Świnoujście (Swinemünde), có dân số 41.500 người. Một thị trấn khác, Usedom, từ thị trấn này mà tên của hòn đảo được đặt. Thị trấn lớn nhất ở Đức là Heringsdorf (từ năm 2005 đến 2006 được gọi là Dreikaiserbäder, nghĩa đen là "Ba vị Hoàng đế Spa").
Có nhiều khu nghỉ mát bên bờ biển trên bờ biển Baltic, bao gồm Zinnowitz và Koserow ở phía tây – và ba Imperial Spas Ahlbeck, Heringsdorf, và Bansin tạo thành một thị trấn, cũng như Swinoujście lân cận ở phía đông của hòn đảo Usedom.
Vùng nội địa được gọi là Achterland, đề cập đến đầm Achterwasser (Vùng biển phía sau). Khu vực này được đặc trưng bởi những khu rừng hoang sơ, phong cảnh đầm phá, cùng với đó là những ngọn đồi, cũng như những ngôi làng yên tĩnh như làng Loddin và làng Balmer See với sân gôn.
Các hoạt động kinh tế chính trên hòn đảo bao gồm du lịch, y tế và khoa học đời sống, bán lẻ, nông nghiệp, đánh cá, chăn nuôi, chế biến thực phẩm và sản xuất gỗ.

## Lịch sử
Hòn đảo được cư dân định cư từ thời kỳ đồ đá, khu vực này có thể là nơi sinh sống của những người Rugian Đức, trước khi người Slavơ Polabian chuyển đến trong các thế kỷ thứ năm, thứ sáu và thứ bảy. Trên khắp hòn đảo, các trung tâm thương mại của người Wendish / Scandinavia như Vineta / Jomsborg và Menzlin đã được thành lập. Vào năm 1128, Công tước xứ Slavic Partanlaw I đã chuyển đổi sang Cơ đốc giáo thông qua những nỗ lực của Otto of Bamberg. Năm 1155, người Premonstratensian đã thành lập một tu viện ở Grobe, thường được gọi là Tu viện Usedom, năm 1309 được chuyển đến làng Pudagla. Trong khi đó, một nữ tu viện dòng Xít được thành lập tại Krummin và chẳng mấy chốc, toàn bộ hòn đảo thuộc sở hữu của một hoặc một trong những người của giáo hội. Trong thời kỳ Cải cách, quyền sở hữu được chuyển cho các công tước xứ Slav của Pomerania, những người đã tiếp quản hòn đảo.
Trong Chiến tranh ba mươi năm, vào ngày 26 tháng 6 năm 1630, Qun đội Thụy Điển dưới thời vua Gustavus Adolphus đã đổ bộ vào làng Peenemünde, nằm trên eo biển Peenestrom. Được sử dụng làm địa điểm đóng quân bởi Thụy Điển sau cuộc chiến gần một thế kỷ, cho đến năm 1720, hòn đảo đã được bán với giá 2 triệu thalers cho vua nước Phổ Frederick William I. Năm 1740, Frederick Đại đế nước Phổ đã phát triển một cảng biển ở Swinemünde.
Ngôi làng nhỏ Peenemünde trở lại nổi bật một lần nữa trong Thế chiến II. Luftwaffe đã thử đạn tự hành và tên lửa, bao gồm cả V-1 và V-2 gần đó. Đức đã sử dụng hàng ngàn lao động nô lệ trên sử dụng trong Thế chiến II.
Năm 1945, phần phía đông của hòn đảo, cùng với thành phố và cảng Swinemünde (nay là Świnoujście), được giao cho Ba Lan dưới những thay đổi biên giới được ban hành tại Hội nghị Potsdam, và những người dân Đức còn sống sót trong thị trấn đã bị trục xuất về phía tây của hòn đảo. Lãnh thổ được tái lập boo73i người Ba Lan, hầu hết trong số họ đã bị Liên Xô trục xuất khỏi vùng phía đông Ba Lan.

## Du lịch

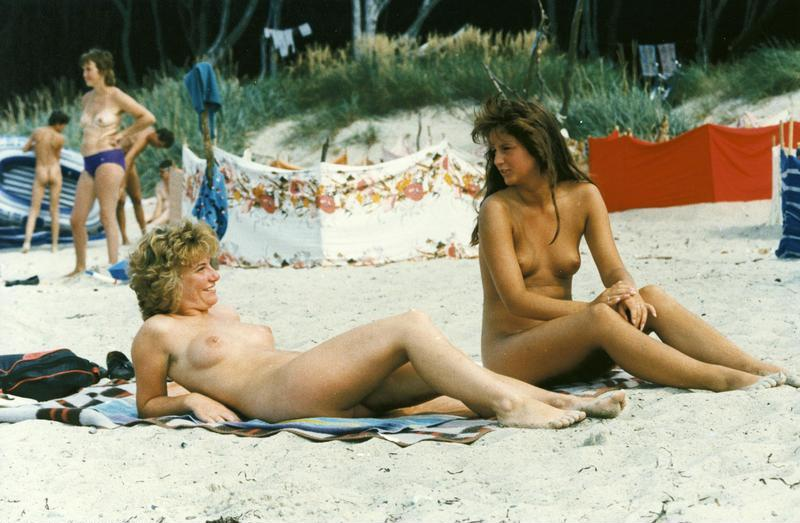
Phụ nữ tắm nắng khỏa thân ở một trong những bãi biển ở Usedom.

Isle of Usedom là một trong những khu vực nghỉ mát và giải trí lớn của Đức nổi tiếng bởi các bãi biển, môi trường tự nhiên và các thị trấn ven biển như Zinnowitz và Heringsdorf, nơi thường được giới quý tộc Đức và quốc tế cũng như công chúng ưa chuộng. Nhà thờ Thánh Peter ở Benz được giới thiệu và cũng như xuất hiện trong các tác phẩm của một số họa sĩ, bao gồm họa sĩ người Mỹ gốc Đức Lyonel Feininger, người đã dành kỳ nghỉ hè trên đảo từ năm 1909 đến 1921. Khách sạn và các cơ sở giường ngủ và bữa sáng có sẵn ở cả hai bên biên giới Đức-Ba Lan. Ngoài đường bờ biển, vùng nội địa có các khu bảo tồn thiên nhiên, lâu đài, hồ và các ngôi làng lịch sử. Các địa điểm đáng chú ý bao gồm:
- Vườn thực vật Usedom, Mellenthin, một vườn thực vật
- Cầu thang máy Karnin, một tượng đài kỹ thuật cho cây cầu cũ bắc qua Peenestrom.
- Lăng Dannenfeldt